# Лавриківське родовище
Лавриківське родовище — родовище залізняку (магнетитових кварцитів), відноситься до Кременчуцької магнітної аномалії (Саксаганська світа) і розробляється Полтавським ГЗК.

## Геологія
Довжина покладу на Лавріковському родовищі складає понад 4,5 км. Потужність покладу в кондиційному контурі змінюється від 23 м в північній його частині до 71 м у південній і в середньому становить 43 м.
Потужність рихлих відкладень змінюється від 3 м до 62 м, в середньому складаючи 40 м. Встановлена бурінням максимальна глибина поширення рудного покладу становить 540 м.
Запаси залізняку становлять 482510 тон.

## Історія
Розробляється з 1979 року. 29 липня 1997 року Полтавському ГЗК виданий дозвіл на видобування залізистих кварцитів терміном 20 років (у 2017 році продовжений до 2037 року).